# Агломерационная фабрика
Агломерацио́нная фа́брика (аглофа́брика) — часть металлургического завода или горно-обогатительного комбината, на которой производят агломерат, подготавливают шихту к использованию в доменных печах. В составе металлургического комбината аглофабрику, наряду с фабриками окомкования и коксохимическими производствами, относят к группе цехов, обеспечивающих деятельность доменного цеха.

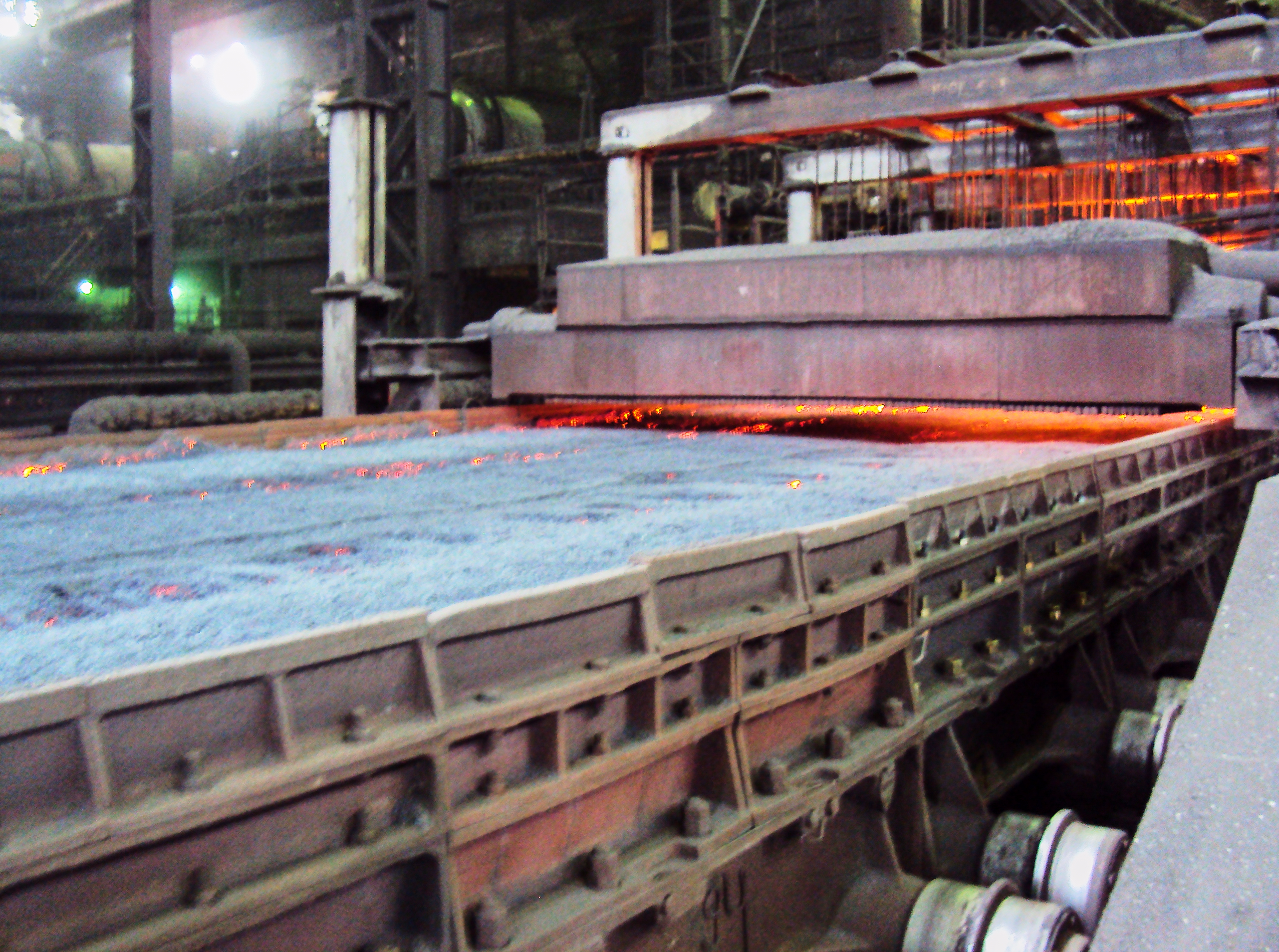
Горн агломашины

## Состав
Агломерационная фабрика представляет собой сложный комплекс сооружений, механизмов и машин, обеспечивающих подготовку руд и концентратов к спеканию, собственно агломерацию и обработку готового спёка. Среди основного оборудования аглофабрик — агломерационные машины, охладители агломерата, конвейерное оборудование, промежуточные бункеры, тягодутьевое оборудование, газоочистные сооружения. В состав некоторых агломерационных фабрик входят специальные гаражи для размораживания вагонов в зимних условиях, вагоноопрокидыватели, для приёмки шихтовых материалов, усреднительные склады.

## Схема работы
Бункеры для компонентов шихты заполняются сверху ленточным конвейером. Бункер возврата (некондиционная фракция агломерата, возвращаемая в процесс) также заполняется конвейером. Дозировка компонентов шихты на сборный конвейер шихты ведётся с помощью весовых ленточных дозаторов. На части агломерационных фабрик дозировочное оборудование сгруппировано в отдельных цех или участок.
Смешивание увлажнённой шихты осуществляется во вращающемся барабанном смесителе, затем шихта по конвейеру направляется к барабану-окомкователю. Смешанная и окомкованная шихта из бункера укладывается питателем на палеты. Предварительно питателем на колосниковую решетку укладывается постель, поданная к ленте отдельным конвейером. Палеты с шихтой проходят над вакуум-камерами. Над головной частью ленты установлен зажигательный горн. Отходящие газы с помощью эксгаустера по сборному газопроводу подводятся к пылеуловителям и после очистки в мультициклонах или электрофильтрах выбрасываются в трубу.
Готовый «пирог» агломерата падает с палеты в валковую дробилку, после чего на грохотах от дробленого продукта отделяют горячий возврат. Годный агломерат охлаждается в охладителе и далее конвейером направляется на грохоты холодного агломерата. После отделения постели на грохоте годный агломерат конвейером транспортируется в доменный цех, а возврат конвейерами — в бункер возврата. К горячему возврату с грохота и холодному возврату с грохота добавляют пыль и шламы газоочистки, а также просыпь.